# Bondökallarna
Bondökallarna is een groepje Zweedse eilanden behorend tot de Pite-archipel. Het ligt aan de buitenrand van de archipel en wordt gevormd door Innersten en Mitten/Yttersten Bondökallen met daaromheen een aantal rotspunten die boven de zeespiegel komt.  De groep eilanden maakt deel uit van het Stor-Räbben Natuurreservaat, maar ligt 4 kilometer ten zuidwesten van Stor-Räbben. De zee rondom de eilanden is vrij diep, 8 tot 35 meter. Op "Mitten" staat enige zomerhuisjes. "Mitten" en "Yttersten" waren vroeger twee zelfstandige eilanden. 